# 奥斯卡最佳男配角奖
奧斯卡最佳男配角獎（英語：Academy Award for Best Actor in a Supporting Role）是奧斯卡金像獎的其中一項，每年由美國電影藝術與科學學會頒發給電影中表現傑出但戲份沒男主角多的男性演員。至今共有79位演員曾獲頒此獎項，其中沃爾特·布倫南獲獎三次為最多，另外還有六位演員並列入圍最多次（4次）。
男女配角獎項首次於1936年第9屆頒發，史上第一位獲頒男配角的演員是沃爾特·布倫南，但當時的配角獎項是頒發獎牌而不是獎座，直到1944年第16屆才改為頒發獎座。目前該奖项提名人选是由学院演员分部成员通过可转移单票制选出，获奖者则由学院全部投票成员通过多数制决定

## 1930年代
| 1936年（第9屆）                           |                                              |
| 沃尔特·布伦南（Walter Brennan）           | 《夺妻记》（Come and Get It）                |
| 米沙·奥尔（Mischa Auer）                  | 《我的高德弗里》（My Man Godfrey）           |
| 斯图尔特·艾尔文（Stuart Erwin）           | 《猪皮游行》（Pigskin Parade）               |
| 貝錫·羅斯本（Basil Rathbone）             | 《罗密欧与朱丽叶》（Romeo and Juliet）       |
| 阿基姆·坦米罗夫（Akim Tamiroff）          | 《将军晨死》（The General Died at Dawn）     |
|                                           |                                              |
| 1937年（第10屆）                          |                                              |
| 约瑟夫·斯柴德克劳特（Joseph Schildkraut） | 《左拉传》（The Life of Emile Zola）         |
| 拉尔夫·贝拉米（Ralph Bellamy）            | 《春闺风月》（The Awful Truth）              |
| 托马斯·米切尔（Thomas Mitchell）          | 《飓风》（The Hurricane）                    |
| HB·沃纳（H.B. Warner）                    | 《消失的地平线》（Lost Horizon）             |
| 罗兰·扬（Roland Young）                   | 《逍遥鬼侣》（Topper）                       |
|                                           |                                              |
| 1938年（第11屆）                          |                                              |
| 沃尔特·布伦南（Walter Brennan）           | 《香姝宝岛》（Kentucky）                     |
| 约翰·加菲尔德（John Garfield）            | 《四千金》（Four Daughters）                 |
| 吉恩·洛克哈特（Gene Lockhart）            | 《海角游魂》（Algiers）                      |
| 罗伯特·莫利（Robert Morley）              | 《绝代艳后》（Marie Antoinette）             |
| 貝錫·羅斯本（Basil Rathbone）             | 《我若为王》（If I Were King）               |
|                                           |                                              |
| 1939年（第12屆）                          |                                              |
| 托马斯·米切尔（Thomas Mitchell）          | 《驛馬車》（Stagecoach）                     |
| 布莱恩·唐莱维（Brian Donlevy）            | 《火爆三兄弟》（Beau Geste）                 |
| 克劳德·雷恩斯（Claude Rains）             | 《華府風雲》（Mr. Smith Goes to Washington） |
| 哈里·凯瑞（Harry Carey）                  | 《華府風雲》（Mr. Smith Goes to Washington） |
| 布赖恩·艾亨（Brian Aherne）               | 《锦绣山河》（Juarez）                       |

## 1940年代
| 1940年（第13屆）                        |                                                  |
| 沃尔特·布伦南（Walter Brennan）         | 《西部人》（The Westerner）                      |
| 艾尔伯特·贝瑟曼（Albert Bassermann）    | 《海外特派员》（Foreign Correspondent）          |
| 威廉·格根（William Gargan）             | 《知已知彼》（They Knew What They Wanted）       |
| 杰克·奥克（Jack Oakie）                 | 《大独裁者》（The Great Dictator）               |
| 詹姆斯·斯蒂芬森（James Stephenson）     | 《香笺泪》（The Letter）                         |
|                                         |                                                  |
| 1941年（第14屆）                        |                                                  |
| 唐纳德·克里斯普（Donald Crisp）         | 《翡翠谷》（How Green Was My Valley）            |
| 沃尔特·布伦南（Walter Brenna）          | 《约克军曹》（Sergeant York）                    |
| 查尔斯·科本（Charles Coburn）           | 《魔鬼和琼斯小姐》（The Devil and Miss Jones）   |
| 詹姆斯·格黎森（James Gleason）          | 《太虚道人》（Here Comes Mr. Jordan）            |
| 雪梨·格林斯特里特（Sydney Greenstreet） | 《梟巢喋血戰》（The Maltese Falcon）             |
|                                         |                                                  |
| 1942年（第15屆）                        |                                                  |
| 凡·赫夫林（Van Heflin）                 | 《双雄喋血》（Johnny Eager）                     |
| 威廉·本迪克斯（William Bendix）         | 《复活岛》（Wake Island）                        |
| 沃尔特·休斯顿（Walter Huston）          | 《胜利之歌》（Yankee Doodle Dandy）              |
| 弗兰克·摩根（Frank Morgan）             | 《薄饼坪》（Tortilla Flat）                      |
| 亨利·特拉维斯（Henry Travers）          | 《忠勇之家》（Mrs. Miniver）                     |
|                                         |                                                  |
| 1943年（第16屆）                        |                                                  |
| 查尔斯·科本（Charles Coburn）           | 《房东小姐》（The More the Merrier）             |
| 查尔斯·比克福德（Charles Bickford）     | 《圣女之歌》（The Song of Bernadette）           |
| 卡罗尔·耐什（J. Carrol Naish）          | 《撒哈拉》（Sahara）                             |
| 克劳德·雷恩斯（Claude Rains）           | 《北非谍影》（Casablanca）                       |
| 阿基姆·坦米罗夫（Akim Tamiroff）        | 《战地钟声》（For Whom the Bell Tolls）          |
|                                         |                                                  |
| 1944年（第17屆）                        |                                                  |
| 巴里·菲茨杰拉德（Barry Fitzgerald）     | 《与我同行》（Going My Way）                     |
| 休姆·克罗宁（Hume Cronyn）              | 《還我自由》（The Seventh Cross）                |
| 克劳德·雷恩斯（Claude Rains）           | 《史格芬頓先生》（Mr. Skeffington）              |
| 克利夫顿·韦伯（Clifton Webb）           | 《羅娜秘記》（Laura）                            |
| 蒙蒂·伍利（Monty Woolley）              | 《自君别后》（Since You Went Away）              |
|                                         |                                                  |
| 1945年（第18屆）                        |                                                  |
| 詹姆斯·杜恩（James Dunn）               | 《长春树》（A Tree Grows in Brooklyn）           |
| 麥可·契訶夫（Michael Chekhov）          | 《意亂情迷》（Spellbound）                       |
| 约翰·道尔（John Dall）                  | 《锦绣前程》（The Corn Is Green）                |
| 罗伯特·米彻姆（Robert Mitchum）         | 《美國大兵喬的故事》（Story of G.I. Joe）        |
| 卡罗·耐什（J. Carrol Naish）            | 《边城壮士》（A Medal for Benny）                |
|                                         |                                                  |
| 1946年（第19屆）                        |                                                  |
| 哈罗德·拉塞尔（Harold Russell）         | 《黄金时代》（The Best Years of Our Lives）      |
| 查尔斯·科本（Charles Coburn）           | 《黛綠年華》（The Green Years）                  |
| 威廉·德马雷斯特（William Demarest）     | 《一代歌王》（The Jolson Story）                 |
| 克劳德·雷恩斯（Claude Rains）           | 《美人计》（Notorious）                          |
| 克利夫顿·韦伯（Clifton Webb）           | 《剃刀边缘》（The Razor's Edge）                 |
|                                         |                                                  |
| 1947年（第20屆）                        |                                                  |
| 埃德蒙·戈温（Edmund Gwenn）             | 《34街的奇蹟》（Miracle on 34th Street）         |
| 查尔斯·比克福德（Charles Bickford）     | 《农家女》（The Farmer's Daughter）              |
| 托马斯·戈麦斯（Thomas Gomez）           | 《血洒胭脂马》（Ride the Pink Horse）            |
| 勞勃·雷恩（Robert Ryan）                | 《雙雄鬥智》（Crossfire）                        |
| 理查德·威德马克（Richard Widmark）      | 《死吻》（Kiss of Death）                        |
|                                         |                                                  |
| 1948年（第21屆）                        |                                                  |
| 沃尔特·休斯顿（Walter Huston）          | 《碧血金沙》（The Treasure of the Sierra Madre） |
| 查尔斯·比克福德（Charles Bickford]）    | 《心声泪影》（Johnny Belinda）                   |
| 何塞·费勒（José Ferrer）                | 《圣女贞德》（Joan of Arc）                      |
| 奥斯卡·霍莫尔卡（Oskar Homolka）        | 《慈母泪》（I Remember Mama）                    |
| 塞西尔·凯拉韦（Cecil Kellaway）         | 《爱尔兰人的幸运》（The Luck of the Irish）      |
|                                         |                                                  |
| 1949年（第22屆）                        |                                                  |
| 迪恩·贾格尔（Dean Jagger）              | 《晴空血战史》（Twelve O'Clock High）            |
| 约翰·爱尔兰（John Ireland）             | 《当代奸雄》（All the King's Men）               |
| 阿瑟·肯尼迪（Arthur Kennedy）           | 《夺得锦标归》（Champion）                       |
| 拉尔夫·理查德森（Ralph Richardson）     | 《千金小姐》（The Heiress）                      |
| 詹姆斯·惠特摩（James Whitmore）         | 《西線平魔》（Battleground）                     |

## 1950年代
| 1950年（第23屆）                         |                                              |
| 乔治·桑德斯（George Sanders）            | 《彗星美人》（All About Eve）                |
| 杰夫·钱德勒（Jeff Chandler）             | 《折箭为盟》（Broken Arrow）                 |
| 埃德蒙·戈温（Edmund Gwenn）              | 《八百八十號》（Mister 880）                 |
| 萨姆·扎菲（Sam Jaffe）                   | 《夜阑人未静》（The Asphalt Jungle）         |
| 艾利·馮·史托洛海姆（Erich von Stroheim） | 《日落大道》（Sunset Blvd. ）                |
|                                          |                                              |
| 1951年（第24屆）                         |                                              |
| 卡尔·莫尔登（Karl Malden）               | 《慾望街车》（A Streetcar Named Desire）     |
| 里奥·吉恩（Leo Genn）                    | 《暴君焚城录》（Quo Vadis）                  |
| 凯文·麦卡锡（Kevin McCarthy）            | 《推销员之死》（Death of a Salesman）        |
| 皮特·乌斯蒂诺夫（Peter Ustinov）         | 《暴君焚城录》（Quo Vadis）                  |
| 吉格·扬（Gig Young）                     | 《苦酒满杯》（Come Fill the Cup）            |
|                                          |                                              |
| 1952年（第25屆）                         |                                              |
| 安东尼·奎恩（Anthony Quinn）             | 《萨巴达传》（Viva Zapata!）                 |
| 理查德·伯顿（Richard Burton）            | 《断肠花》（My Cousin Rachel）               |
| 阿瑟·休恩尼卡（Arthur Hunnicutt）        | 《峰火弥天》（The Big Sky）                  |
| 維多·麥克勞倫（Victor McLaglen）         | 《蓬门今始为君开》（The Quiet Man）          |
| 杰克·帕兰斯（Jack Palance）              | 《惊惧骤起》（Sudden Fear）                  |
|                                          |                                              |
| 1953年（第26屆）                         |                                              |
| 弗兰克·辛纳特拉（Frank Sinatra）         | 《乱世忠魂》（From Here to Eternity）        |
| 埃迪·艾伯特（Eddie Albert）              | 《罗马假日》（Roman Holiday）                |
| 布兰登·德怀德（Brandon De Wilde）        | 《原野奇侠》（Shane）                        |
| 杰克·帕兰斯（Jack Palance）              | 《原野奇侠》（Shane）                        |
| 罗伯特·斯特劳斯（Robert Strauss）        | 《战地军魂》（Stalag 17）                    |
|                                          |                                              |
| 1954年（第27屆）                         |                                              |
| 艾德蒙·奥布莱恩（Edmond O'Brien）        | 《赤足天使》（The Barefoot Contessa）        |
| 李·寇布（Lee J. Cobb）                   | 《码头风云》（On the Waterfront）            |
| 卡尔·莫尔登（Karl Malden）               | 《码头风云》（On the Waterfront）            |
| 罗德·斯泰格尔（Rod Steiger）             | 《码头风云》（On the Waterfront）            |
| 汤姆·塔利（Tom Tully）                   | 《叛舰凯恩号》（The Caine Mutiny）           |
|                                          |                                              |
| 1955年（第28屆）                         |                                              |
| 傑克·李蒙（Jack Lemmon）                 | 《艦上風雲》（Mister Roberts）               |
| 亞瑟·甘迺迪（Arthur Kennedy）            | 《冤狱》（Trial）                            |
| 喬·曼托（Joe Mantell）                   | 《馬蒂》（Marty）                            |
| 薩·米尼奧（Sal Mineo）                   | 《養子不教誰之過》（Rebel Without a Cause）  |
| 亞瑟·歐康諾（Arthur O'Connell）          | 《赤膽豪情》（Picnic）                       |
|                                          |                                              |
| 1956年（第29屆）                         |                                              |
| 安東尼·昆（Anthony Quinn）               | 《慾海浮生》（Lust for Life）                |
| 鄧·梅利（Don Murray）                    | 《巴士站》（Bus Stop）                       |
| 安東尼·柏金斯（Anthony Perkins）         | 《四海一家》（Friendly Persuasion）          |
| 米奇·龍尼（Mickey Rooney）               | 《百战敢死队》（The Bold and the Brave）     |
| 羅拔·史德（Robert Stack）                | 《苦雨戀春風》（Written on the Wind）        |
|                                          |                                              |
| 1957年（第30屆）                         |                                              |
| 列·畢頓（Red Buttons）                   | 《櫻花戀》（Sayonara）                       |
| 維多里奧·狄西嘉（Vittorio De Sica）      | 《戰地春夢》（A Farewell to Arms）           |
| 早川雪洲（Sessue Hayakawa）              | 《桂河大橋》（The Bridge on the River Kwai） |
| 雅打·堅尼地（Arthur Kennedy）            | 《冷暖人間》（Peyton Place）                 |
| 羅斯·譚布連（Russ Tamblyn）              | 《冷暖人間》（Peyton Place）                 |
|                                          |                                              |
| 1958年（第31屆）                         |                                              |
| 伯尔·艾弗斯（Burl Ives）                 | 《锦绣大地》（The Big Country）              |
| 西奥多·拜克（Theodore Bikel）            | 《挣脱锁链》（The Defiant Ones）             |
| 李·寇布（Lee J. Cobb）                   | 《卡拉馬佐夫兄弟》（The Brothers Karamazov） |
| 亞瑟·甘迺迪（Arthur Kennedy）            | 《魂断情天》（Some Came Running）            |
| 吉格·扬（Gig Young）                     | 《教师之恋》（Teacher's Pet）                |
|                                          |                                              |
| 1959年（第32屆）                         |                                              |
| 休·格里菲斯（Hugh Griffith）             | 《賓漢》（Ben-Hur）                          |
| 亞瑟·歐康諾（Arthur O'Connell）          | 《桃色血案》（Anatomy of a Murder）          |
| 喬治·史考特（George C. Scott）           | 《桃色血案》（Anatomy of a Murder）          |
| 勞勃·范恩（Robert Vaughn）               | 《费城青年》（The Young Philadelphians）     |
| 艾德·瑋恩（Ed Wynn）                     | 《安妮日記》（The Diary of Anne Frank）      |

## 1960年代
| 1960年（第33屆）                    |                                                  |
| 彼得·尤斯汀諾夫（Peter Ustinov）    | 《萬夫莫敵》（Spartacus）                        |
| 彼得·福克（Peter Falk）             | 《暗殺公司》（Murder, Inc）                      |
| 傑克·克魯申（Jack Kruschen）        | 《公寓春光》（The Apartment）                    |
| 薩·米尼奧（Sal Mineo）              | 《出埃及記》（Exodus）                           |
| 奇爾‧韋爾斯（Chill Wills）          | 《邊城英烈傳》（The Alamo）                      |
|                                     |                                                  |
| 1961年（第34屆）                    |                                                  |
| 喬治·查格里斯（George Chakiris）    | 《西城故事》（West Side Story）                  |
| 蒙哥馬利·克利夫（Montgomery Clift） | 《纽伦堡的审判》（Judgment at Nuremberg）        |
| 彼得·福克（Peter Falk）             | 《錦囊妙計》（Pocketful of Miracles）            |
| 傑基·葛里森（Jackie Gleason）       | 《江湖浪子》（The Hustler）                      |
| 喬治·史考特（George C. Scott）      | 《江湖浪子》（The Hustler）                      |
|                                     |                                                  |
| 1962年（第35屆）                    |                                                  |
| 艾德·貝格雷（Ed Begley）            | 《春濃滿樓情痴狂》（Sweet Bird of Youth）        |
| 維克托·布奧諾（Victor Buono）       | 《姊妹情仇》（What Ever Happened to Baby Jane?） |
| 特利·薩瓦拉斯（Telly Savalas）      | 《終身犯》（Birdman of Alcatraz）                |
| 奧瑪·雪瑞夫（Omar Sharif）          | 《阿拉伯的勞倫斯》（Lawrence of Arabia）         |
| 泰倫斯·史丹普（Terence Stamp）      | 《比利巴德》（Billy Budd）                       |
|                                     |                                                  |
| 1963年（第36屆）                    |                                                  |
| 茂文·道格拉斯（Melvyn Douglas）     | 《原野鐵漢》（Hud）                              |
| 尼克·亞當斯（Nick Adams）           | 《榮譽曙光》（Twilight of Honor）                |
| 巴比·達林（Bobby Darin）            | 《紐曼船長》（Captain Newman, M.D.）             |
| 休·格里菲斯（Hugh Griffith）        | 《湯姆瓊斯》（Tom Jones）                        |
| 約翰·休斯頓（John Huston）          | 《紅衣主教》（The Cardinal）                     |
|                                     |                                                  |
| 1964年（第37屆）                    |                                                  |
| 彼得·尤斯汀諾夫（Peter Ustinov）    | 《土京盜寶記》（Topkapi）                        |
| 約翰·吉爾格德（John Gielgud）       | 《雄霸天下》（Becket）                           |
| 史丹利·哈羅威（Stanley Holloway）   | 《窈窕淑女》（My Fair Lady）                     |
| 艾德蒙·歐布朗（Edmond O'Brien）     | 《五月裡的七天》（Seven Days in May）            |
| 李·屈賽（Lee Tracy）                | 《華府風雲》（The Best Man）                     |
|                                     |                                                  |
| 1965年（第38屆）                    |                                                  |
| 馬丁·鮑爾薩姆（Martin Balsam）      | 《一千個小丑》（A Thousand Clowns）              |
| 伊恩·班嫩（Ian Bannen）             | 《鳳凰劫》（The Flight of the Phoenix）          |
| 湯姆·寇特內（Tom Courtenay）        | 《齊瓦哥醫生》（Doctor Zhivago）                 |
| 米高·鄧（Michael Dunn）             | 《愚人船》（Ship of Fools）                      |
| 法蘭克·芬利（Frank Finlay）         | 《奧塞羅》（Othello）                            |
|                                     |                                                  |
| 1966年（第39屆）                    |                                                  |
| 華爾特·馬修（Walter Matthau）       | 《飛來豔福》（The Fortune Cookie）               |
| 岩松信（Mako）                      | 《聖保羅砲艇》（The Sand Pebbles）               |
| 詹姆士·梅遜（James Mason）          | 《喬琪姑娘》（Georgy Girl）                      |
| 喬治·席格（George Segal）           | 《靈慾春宵》（Who's Afraid of Virginia Woolf?）  |
| 勞勃·蕭（Robert Shaw）              | 《良相佐國》（A Man for All Seasons）            |
|                                     |                                                  |
| 1967年（第40屆）                    |                                                  |
| 喬治·甘迺迪（George Kennedy）       | 《鐵窗喋血》（Cool Hand Luke）                   |
| 約翰·卡薩維茲（John Cassavetes）    | 《決死突擊隊》（The Dirty Dozen）                |
| 金·哈克曼（Gene Hackman）           | 《我倆沒有明天》（Bonnie and Clyde）             |
| 塞西爾·凱拉韋（Cecil Kellaway）     | 《誰來晚餐》（Guess Who's Coming to Dinner）     |
| 麥可·波蘭（Michael J. Pollard）     | 《我倆沒有明天》（Bonnie and Clyde）             |
|                                     |                                                  |
| 1968年（第41屆）                    |                                                  |
| 杰克·艾伯森（Jack Albertson）       | 《玫瑰怨》（The Subject Was Roses）              |
| 丹尼·麥西（Daniel Massey）          | 《星光燦爛樂升平》（Star!）                      |
| 金·懷德（Gene Wilder）              | 《製片人》（The Producers）                      |
| 積·維（Jack Wild）                  | 《孤雛淚》（Oliver!）                            |
| 斯摩·卡素（Seymour Cassel）         | 《出軌鴛鴦》（Faces）                            |
|                                     |                                                  |
| 1969年（第42屆）                    |                                                  |
| 吉格·扬（Gig Young）                | 《射馬記》（They Shoot Horses, Don't They?）     |
| 路帕·高羅斯（Rupert Crosse）        | 《流氓好漢》（The Reivers）                      |
| 艾略特·古爾德（Elliott Gould）      | 《兩對鴛鴦》（Bob & Carol & Ted & Alice）        |
| 傑克·尼克遜（Jack Nicholson）       | 《逍遙騎士》（Easy Rider）                       |
| 安東尼·奎爾（Anthony Quayle）       | 《龍樓鳳血》（Anne of the Thousand Days）        |

## 1970年代
| 1970年（第43屆）                           |                                                                  |
| 約翰·米爾斯（John Mills）                  | 《雷恩的女兒》（Ryan's Daughter）                                |
| 理察·卡斯特拉諾（Richard S. Castellano）   | 《愛情遊戲》（Lovers and Other Stranger）                        |
| 奇夫·丹·喬治（Chief Dan George）           | 《小巨人》（Little Big Man）                                     |
| 金·哈克曼（Gene Hackman）                  | 《父唱子不隨》（I Never Sang for My Father）                     |
| 约翰·马利（John Marley）                   | 《愛的故事》（Love Story）                                       |
|                                            |                                                                  |
| 1971年（第44屆）                           |                                                                  |
| 班·約翰森（Ben Johnson）                   | 《最後一場電影》（The Last Picture Show）                        |
| 傑夫·布里吉（Jeff Bridges）                | 《最後一場電影》（The Last Picture Show）                        |
| 李奧納·費爾（Leonard Frey）                | 《屋頂上的提琴手》（Fiddler on the Roof）                        |
| 李察·積高（Richard Jaeckel）               | 《永不讓步》（Sometimes a Great Notion as）                      |
| 羅伊·謝德（Roy Scheider）                  | 《霹靂神探》（The French Connection）                            |
|                                            |                                                                  |
| 1972年（第45屆）                           |                                                                  |
| 祖·格雷（Joel Grey）                       | 《》（Cabaret）                                                  |
| 埃迪·艾拔（Eddie Albert）                  | 《虎膽小子》（The Heartbreak Kid）                               |
| 艾爾·帕西諾（Al Pacino）                   | 《教父》（The Godfather）                                        |
| 勞勃·杜瓦（Robert Duvall）                 | 《教父》（The Godfather）                                        |
| 占士·卡恩（James Caan）                    | 《教父》（The Godfather）                                        |
|                                            |                                                                  |
| 1973年（第46屆）                           |                                                                  |
| 約翰·郝斯曼（John Houseman）               | 《力爭上游》（The Paper Chase）                                  |
| 文森·加德尼亞（Vincent Gardenia）          | 《戰鼓輕敲》（Bang the Drum Slowly）                             |
| 傑克·吉爾福德（Jack Gilford）              | 《救虎記》（Save the Tiger）                                     |
| 傑森·米勒（Jason Miller）                  | 《大法師》（The Exorcist）                                       |
| 藍迪·奎德（Randy Quaid）                   | 《最後行動》（The Last Detail）                                  |
|                                            |                                                                  |
| 1974年（第47屆）                           |                                                                  |
| 勞勃·狄·尼洛（Robert De Niro）             | 《教父2》（The Godfather Part II）                               |
| 弗雷德·阿斯泰爾（Fred Astaire）            | 《火燒摩天樓》（The Towering Inferno）                           |
| 傑夫·布里吉（Jeff Bridges）                | 《霹靂炮與飛毛腿》（Thunderbolt and Lightfoot）                  |
| 米高·加蘇（Michael V. Gazzo）              | 《教父2》（The Godfather Part II）                               |
| 李·斯特拉斯伯格（Lee Strasberg）           | 《教父2》（The Godfather Part II）                               |
|                                            |                                                                  |
| 1975年（第48屆）                           |                                                                  |
| 喬治·伯恩斯（George Burns）                | 《陽光小子》（The Sunshine Boys）                                |
| 布萊德·杜瑞夫（Brad Dourif）               | 《飛越杜鵑窩》（One Flew Over the Cuckoo's Nest）                |
| 布吉斯·梅迪斯（Burgess Meredith）          | 《蝗蟲之月》（The Day of the Locust）                            |
| 克里斯·沙蘭登（Chris Sarandon）            | 《熱天午後》（Dog Day Afternoon）                                |
| 傑克·華登（Jack Warden）                   | 《洗髮精》（Shampoo）                                            |
|                                            |                                                                  |
| 1976年（第49屆）                           |                                                                  |
| 賈森·羅巴茲（Jason Robards）               | 《驚天大陰謀》（All the President's Men）                        |
| 尼德·巴蒂（Ned Beatty）                    | 《螢光幕後》（Network）                                          |
| 布吉斯·梅迪斯（Burgess Meredith）          | 《洛基》（Rocky）                                                |
| 勞倫斯·奧立佛（Laurence Olivier）          | 《小人物與大逃犯》（Marathon Man）                               |
| 伯特·揚（Burt Young）                      | 《洛奇》                                                         |
|                                            |                                                                  |
| 1977年（第50屆）                           |                                                                  |
| 賈森·羅巴茲（Jason Robards）               | 《茱莉亞》（Julia）                                              |
| 米哈伊·巴里什尼科夫（Mikhail Baryshnikov） | 《仙舞飄飄》（The Turning Point）                                |
| 彼得·佛斯（Peter Firth）                   | 《戀馬狂》（Equus）                                              |
| 亞歷·堅尼斯（Alec Guinness）               | 《星際大戰四部曲：曙光乍現》（Star Wars Episode IV: A New Hope） |
| 麥斯米蘭·舒爾（Maximilian Schell）         | 《茱莉亞》                                                       |
|                                            |                                                                  |
| 1978年（第51屆）                           |                                                                  |
| 克里斯多夫·華肯（Christopher Walken）      | 《越戰獵鹿人》（The Deer Hunter）                                |
| 布魯斯·鄧恩（Bruce Dern）                  | 《返鄉》（Coming Home）                                          |
| 李察·范斯和夫（Richard Farnsworth）        | 《牧場風雲》（Comes a Horseman）                                 |
| 尊·赫（John Hurt）                         | 《午夜快車》（Midnight Express）                                 |
| 積·和頓（Jack Warden）                     | 《上錯天堂投錯胎》（Heaven Can Wait）                            |
|                                            |                                                                  |
| 1979年（第52屆）                           |                                                                  |
| 梅榮·德格拉斯（Melvyn Douglas）            | 《富貴逼人來》（Being There）                                    |
| 勞勃·杜瓦（Robert Duvall）                 | 《現代啟示錄》（Apocalypse Now）                                 |
| 佛德列·科里士（Frederic Forrest）          | 《玫瑰狂熱》（The Rose）                                         |
| 賈斯汀·亨利（Justin Henry）                | 《克拉瑪對克拉瑪》（Kramer vs. Kramer ）                         |
| 米奇·龍尼（Mickey Rooney）                 | 《靈駒》（The Black Stallion）                                   |

## 1980年代
| 1980年（第53屆）                                |                                                                             |
| 提摩西·荷頓（Timothy Hutton）                   | 《凡夫俗子》（Ordinary People）                                             |
| 祖德·希施（Judd Hirsch）                        | 《凡夫俗子》                                                                |
| 米高·奧吉菲（Michael O'Keefe）                  | 《霹靂上校》（The Great Santini）                                           |
| 喬·派西（Joe Pesci）                            | 《蠻牛》（Raging Bull）                                                     |
| 賈森·羅巴茲（Jason Robards）                    | 《過路財神》（Melvin and Howard）                                           |
|                                                 |                                                                             |
| 1981年（第54屆）                                |                                                                             |
| 約翰·吉爾古德（John Gielgud）                   | 《二八佳人花公子》（Arthur）                                                |
| 占士·古高（James Coco）                         | 《甜酸苦辣母女會》（Only When I Laugh）                                     |
| 伊恩·荷姆（Ian Holm）                           | 《》（Chariots of Fire）                                                    |
| 傑克·尼克遜（Jack Nicholson）                   | 《烽火赤焰萬里情》（Reds）                                                  |
| 霍華·羅林斯（Howard Rollins）                   | 《爵士年代》（Ragtime）                                                     |
|                                                 |                                                                             |
| 1982年（第55屆）                                |                                                                             |
| 小路易斯·格塞特（Louis Gossett, Jr.）           | 《軍官與紳士》（An Officer and a Gentleman）                                |
| 查理士·鄧寧（Charles Durning）                  | 《春城無處不飛花》（The Best Little Whorehouse in Texas）                   |
| 約翰·李斯高（John Lithgow）                     | 《阿甲曬命》（The World According to Garp）                                 |
| 詹姆士·梅遜（James Mason）                      | 《裁決》（The Verdict）                                                     |
| 羅拔·比士頓（Robert Preston）                   | 《雌雄莫辨》（Victor Victoria）                                             |
|                                                 |                                                                             |
| 1983年（第56屆）                                |                                                                             |
| 傑克·尼克遜（Jack Nicholson）                   | 《親密關係》（Terms of Endearment）                                         |
| 查理士·鄧寧（Charles Durning）                  | 《生死大逃亡》（To Be or Not to Be）                                        |
| 約翰·利特高 （John Lithgow）                    | 《親密關係》                                                                |
| 山姆·謝普（Sam Shepard）                        | 《太空先鋒》（The Right Stuff）                                             |
| 雷普·湯恩（Rip Torn）                           | 《越過河溪》（Cross Creek）                                                 |
|                                                 |                                                                             |
| 1984（第57屆）                                  |                                                                             |
| 吳漢潤（Haing S. Ngor）                         | 《殺戮戰場》（The Killing Fields）                                          |
| 阿道夫·施薩（Adolph Caesar）                    | 《大兵的故事》（A Soldier's Story）                                         |
| 約翰·馬克維奇（John Malkovich）                 | 《心田深處》（Places in the Heart）                                         |
| 森田則之（Pat Morita）                          | 《小子難纏》（The Karate Kid）                                              |
| 萊夫·李察遜（Ralph Richardson）                 | 《泰山傳記－野人之王》（Greystoke: The Legend of Tarzan, Lord of the Apes） |
|                                                 |                                                                             |
| 1985（第58屆）                                  |                                                                             |
| 唐·阿米契（Don Ameche）                         | 《天繭》（Cocoon）                                                          |
| 高勞斯·馬利亞·布蘭度亞（Klaus Maria Brandauer） | 《走出非洲》（Out of Africa）                                               |
| 威廉·希基（William Hickey）                     | 《龍鳳俏冤家》（Prizzi's Honor）                                            |
| 羅拔·盧加（Robert Loggia）                      | 《血網邊緣》（Jagged Edge）                                                 |
| 艾力克·羅勃茲（Eric Roberts）                   | 《暴走列車》（Runaway Train）                                               |
|                                                 |                                                                             |
| 1986（第59屆）                                  |                                                                             |
| 米高·肯恩（Michael Caine）                      | 《漢娜姊妹》（Hannah and Her Sisters）                                      |
| 湯姆·貝林傑（Tom Berenger）                     | 《前進高棉》（Platoon）                                                     |
| 威廉·達佛（Willem Dafoe）                       | 《前進高棉》                                                                |
| 鄧賀姆·埃利奧（Denholm Elliott）                | 《窗外有藍天》（A Room With a View）                                        |
| 丹尼斯·賀柏（Dennis Hopper）                    | 《火爆教頭草地兵》（Hoosiers）                                              |
|                                                 |                                                                             |
| 1987（第60屆）                                  |                                                                             |
| 肖恩·康纳利（Sean Connery）                     | 《铁面无私》（The Untouchables）                                            |
| 摩根·弗里曼（Morgan Freeman）                   | 《花街傳奇》（Street Smart）                                                |
| 雲辛·卡登尼亞（Vincent Gardenia）               | 《發暈》（Moonstruck）                                                      |
| 丹泽尔·华盛顿（Denzel Washington）              | 《自由萬歲》（Cry Freedom）                                                 |
| 艾伯特·布魯克斯（Albert Brooks）                | 《收播新聞》（Broadcast News）                                              |
|                                                 |                                                                             |
| 1988（第61屆）                                  |                                                                             |
| 凱文·克萊（Kevin Kline）                        | 《笨賊一籮筐》（A Fish Called Wanda）                                       |
| 亞歷·堅尼斯（Alec Guinness）                    | 《小杜瑞特》（Little Dorrit）                                               |
| 馬丁·蘭道（Martin Landau）                      | 《創業先鋒》（Tucker: The Man and His Dream）                               |
| 里華·馮力士（River Phoenix）                    | 《逃亡歲月》（Running on Empty）                                            |
| 狄恩·史達威爾（Dean Stockwell）                 | 《嫁入黑幫》（Married to the Mob）                                          |
|                                                 |                                                                             |
| 1989（第62屆）                                  |                                                                             |
| 丹素·華盛頓（Denzel Washinton）                 | 《光榮戰役》（Glory）                                                       |
| 丹尼·愛羅（Danny Aiello）                       | 《為所應為》（Do the Right Thing）                                          |
| 丹·艾克洛德（Dan Aykroyd）                      | 《溫馨接送情》（Driving Miss Daisy）                                        |
| 馬龍·白蘭度（Marlon Brando）                    | 《血染的季節》（A Dry White Season）                                        |
| 馬丁·蘭道（Martin Landau）                      | 《愛與罪》（Crimes and Misdemeanors）                                       |

## 1990年代
| 1990年（第63屆）                          |                                                 |
| 喬·派西（Joe Pesci）                      | 《四海好傢伙》（Goodfellas）                    |
| 葛拉罕·葛林（Graham Greene）              | 《與狼共舞》（Dances with Wolves）              |
| 艾爾·帕西諾（Al Pacino）                  | 《迪克·特雷西》（Dick Tracy）                   |
| 安迪·賈西亞（Andy García）                | 《教父3》（The Godfather Part III）             |
| 布魯斯‧戴維森（Bruce Davison）            | 《愛是生死相許》（Longtime Companion）          |
|                                           |                                                 |
| 1991年（第64屆）                          |                                                 |
| 積·皮連斯（Jack Palance）                 | 《城市滑頭》（City Slickers）                   |
| 湯米·李·瓊斯（Tommy Lee Jones）           | 《誰殺了甘迺迪》（JFK）                         |
| 哈維·凱特爾（Harvey Keitel）              | 《豪情四海》（Bugsy）                           |
| 本·金斯利（Ben Kingsley）                 | 《豪情四海》（Bugsy）                           |
| 米高·勒尼（Michael Lerner）               | 《才子夢驚魂》（Barton Fink）                   |
|                                           |                                                 |
| 1992年（第65屆）                          |                                                 |
| 金·哈克曼（Gene Hackman）                 | 《殺無赦》（Unforgiven）                        |
| 傑伊·戴維森（Jaye Davidson）              | 《亂世浮生》（The Crying Game）                 |
| 大衛·佩默（David Paymer）                 | 《週末夜先生》（Mr. Saturday Night）            |
| 傑克·尼克森（Jack Nicholson）             | 《軍官與魔鬼》（A Few Good Men）                |
| 艾爾·帕西諾（Al Pacino）                  | 《大亨遊戲》（Glengarry Glen Ross）             |
|                                           |                                                 |
| 1993年（第66屆）                          |                                                 |
| 湯米·李·瓊斯（Tommy Lee Jones）           | 《絕命追殺令》（The Fugitive）                  |
| 李奧納多·狄卡皮歐（Leonardo DiCaprio）    | 《不一樣的天空》（What's Eating Gilbert Grape） |
| 雷夫·范恩斯（Ralph Fiennes）              | 《辛德勒的名單》（Schindler's List）            |
| 彼特·保士圖伏維特（Pete Postlethwaite）   | 《以父之名》（In the Name of the Father ）      |
| 約翰·馬克維奇（John Malkovich）           | 《火線狙擊》（In the Line of Fire）             |
|                                           |                                                 |
| 1994（第67屆）                            |                                                 |
| 馬丁·蘭道（Martin Landau）                | 《艾活傳》（Ed Wood）                           |
| 蓋瑞·辛尼茲（Gary Sinise）                | 《阿甘正傳》（Forrest Gump）                    |
| 山謬·傑克森（Samuel L. Jackson）          | 《黑色追緝令》（Pulp Fiction）                  |
| 查茲·帕明泰瑞（Chazz Palminteri）         | 《子彈橫飛百老匯》（Bullets Over Broadway）     |
| 保羅·史考菲（Paul Scofield）              | 《幕後謊言》（Quiz Show）                       |
|                                           |                                                 |
| 1995（第68屆）                            |                                                 |
| 凱文·史貝西（Kevin Spacey）               | 《刺激驚爆點》（The Usual Suspects）            |
| 布萊德·彼特（Brad Pitt）                  | 《未來總動員》（Twelve Monkeys）                |
| 愛德·哈里斯（Ed Harris）                  | 《阿波罗13号》（Apollo 13）                     |
| 詹姆士·克倫威爾（James Cromwell）         | 《小猪宝贝》（Babe）                            |
| 提姆·羅素（Tim Roth）                     | 《赤膽豪情》（Rob Roy）                         |
|                                           |                                                 |
| 1996（第69屆）                            |                                                 |
| 小古巴·古丁（Cuba Gooding, Jr.）          | 《征服情海》（Jerry Maguire）                   |
| 威廉·梅西（William H. Macy ）             | 《冰血暴》（Fargo）                             |
| 阿敏·穆勒-史托爾（Armin Mueller-Stahl）   | 《》（Shine）                                   |
| 艾德華·諾頓（Edward Norton）              | 《一級恐懼》（Primal Fear）                     |
| 詹姆士·伍茲（James Woods）                | 《密西西比謀殺案》（Ghosts of Mississippi）     |
|                                           |                                                 |
| 1997（第70屆）                            |                                                 |
| 羅賓·威廉斯（Robin Williams）             | 《心靈捕手》（Good Will Hunting ）              |
| 格雷戈·金尼爾（Greg Kinnear）             | 《愛在心裡口難開》（As Good as It Gets ）       |
| 畢·雷諾斯（Burt Reynolds）                | 《不羈夜》（Boogie Nights ）                    |
| 安東尼·霍普金斯（Anthony Hopkins ）       | 《勇者無懼》（Amistad）                         |
| 勞勃·佛斯特（Robert Forster）             | 《黑色終結令》（Jackie Brown）                  |
|                                           |                                                 |
| 1998（第71屆）                            |                                                 |
| 詹姆士·柯本（James Coburn）               | 《苦難》（Affliction）                          |
| 愛德·哈里斯（Ed Harris）                  | 《楚門的世界》（The Truman Show）               |
| 傑弗里·拉什（Geoffrey Rush）              | 《莎翁情史》（Shakespeare in Love）             |
| 勞勃·杜瓦（Robert Duvall）                | 《禁止的真相》（A Civil Action）                |
| 比利·卜·科頓（Billy Bob Thornton）        | 《橫財三分驚》（A Simple Plan）                 |
|                                           |                                                 |
| 1999（第72屆）                            |                                                 |
| 麥克·肯恩（Michael Caine）                | 《心塵往事》（The Cider House Rules）           |
| 湯姆·克魯斯（Tom Cruise）                 | 《心靈角落》（Magnolia）                        |
| 麥可·克拉克·鄧肯（Michael Clarke Duncan） | 《綠色奇蹟》（The Green Mile ）                 |
| 裘德·洛（Jude Law）                       | 《》（The Talented Mr. Ripley）                 |
| 哈利·祖爾·奧斯文（Haley Joel Osment）     | 《靈異第六感》（The Sixth Sense）               |

## 2000年代
| 2000（第73屆）                               |                                                        |
| 班尼西歐·狄奧·托羅（Benicio del Toro）       | 《天人交戰》（Traffic）                                |
| 亞伯特·芬尼（Albert Finney）                 | 《永不妥協》（Erin Brockovich）                        |
| 瓦昆·菲尼克斯（Joaquin Phoenix）             | 《神鬼戰士》（Gladiator）                              |
| 威廉·達佛（Willem Dafoe）                    | 《我和殭屍有份合約》（Shadow of the Vampire）          |
| 謝夫·布烈治（Jeff Bridges）                  | 《暗潮洶湧》（The Contender）                          |
|                                              |                                                        |
| 2001（第74屆）                               |                                                        |
| 吉姆·布洛班特（Jim Broadbent）               | 《長路將盡》（Iris）                                   |
| 伊恩·麥克連（Ian McKellen）                  | 《魔戒首部曲：魔戒現身》（The Fellowship of the Ring） |
| 伊森·霍克（Ethan Hawke）                     | 《震撼教育》（Training Day ）                          |
| 班·金斯利（Ben Kingsley）                    | 《虎視眈眈》（Sexy Beast）                             |
| 強·沃特（Jon Voight）                        | 《威爾史密斯之叱吒風雲》（Ali）                        |
|                                              |                                                        |
| 2002（第75屆）                               |                                                        |
| 克里斯·庫柏（Chris Cooper）                  | 《蘭花賊》（Adaptation.）                              |
| 克里斯多夫·華肯（Christopher Walken）        | 《神鬼交鋒》（Catch Me If You Can）                    |
| 約翰·C·萊利（John C. Reilly）                | 《芝加哥》（Chicago）                                  |
| 愛德·哈里斯（Ed Harris）                     | 《此時·此刻》（The Hours）                             |
| 保羅·紐曼（Paul Newman）                     | 《末路驕陽》（Road to Perdition）                      |
|                                              |                                                        |
| 2003（第76屆）                               |                                                        |
| 提姆·羅賓斯（Tim Robbins）                   | 《神秘河流》（Mystic River）                           |
| 班尼西歐·狄奧·托羅（Benicio del Toro）       | 《靈魂的重量》（21 Grams）                             |
| 渡邊謙（Ken Watanabe）                       | 《末代武士》（The Last Samurai）                       |
| 杰曼·翰苏（Djimon Hounsou）                  | 《前進天堂》（In America）                             |
| 艾力·寶雲（Alec Baldwin）                    | 《厄運急轉彎》（The Cooler）                           |
|                                              |                                                        |
| 2004（第77屆）                               |                                                        |
| 摩根·費里曼（Morgan Freeman）                | 《登峰造擊》（Million Dollar Baby）                    |
| 傑米·福克斯（Jamie Foxx）                    | 《落日殺神》（Collateral）                             |
| 亞倫·艾達（Alan Alda）                       | 《娛樂大亨》（The Aviator）                            |
| 托馬斯·哈登·丘奇（Thomas Haden Church）      | 《酒佬日記》（Sideways）                               |
| 克萊夫·歐文（Clive Owen）                    | 《誘心人》（Closer）                                   |
|                                              |                                                        |
| 2005（第78屆）                               |                                                        |
| 佐治·古尼（George Clooney）                  | 《》（Syriana）                                        |
| （Matt Dillon）                              | 《》（Crash）                                          |
| （Paul Giamatti）                            | 《最後一擊》（Cinderella Man）                         |
| 杰克·吉林哈尔（Jake Gyllenhaal）             | 《斷背山》（Brokeback Mountain）                       |
| 威廉·赫特（William Hurt）                    | 《暴力效應》（A History of Violence）                  |
|                                              |                                                        |
| 2006（第79屆）                               |                                                        |
| （Alan Arkin）                               | 《小太陽的願望》（Little Miss Sunshine）               |
| 傑基·厄爾·哈利（Jackie Earle Haley）         | 《隔牆有心人》（Little Children）                      |
| （Djimon Hounsou）                           | 《》（Blood Diamond）                                  |
| （Eddie Murphy）                             | 《》（Dreamgirls）                                     |
| （Mark Wahlberg）                            | 《神鬼無間》（The Departed）                           |
|                                              |                                                        |
| 2007（第80屆）                               |                                                        |
| 哈維爾·巴登（Javier Bardem）                 | 《險路勿近》（No Country for Old Men）                 |
| 凱西·艾佛列克（Casey Affleck）               | 《刺殺傑西》（The Assassination of Jesse James）       |
| 菲力普·西蒙·霍夫曼（Philip Seymour Hoffman） | 《蓋世奇才》（Charlie Wilson's War）                   |
| 哈爾·霍爾布魯克（Hal Holbrook）              | 《荒野生存》（Into the Wild）                          |
| 湯姆·威金森（Tom Wilkinson）                 | 《全面反擊》（Michael Clayton）                        |
|                                              |                                                        |
| 2008（第81屆）                               |                                                        |
| 希斯·萊傑（Heath Ledger）                    | 《黑暗騎士》（The Dark Knight）                        |
| 喬什·布洛林（Josh Brolin）                   | 《自由大道》（Milk）                                   |
| 菲力普·西蒙·霍夫曼（Philip Seymour Hoffman） | 《誘·惑》（Doubt）                                     |
| 小勞勃·道尼（Robert Downey, Jr.）            | 《開麥拉驚魂》（Tropic Thunder）                       |
| 麥可·夏儂（Michael Shannon）                 | 《真愛旅程》（Revolutionary Road）                     |
|                                              |                                                        |
| 2009（第82屆）                               |                                                        |
| 克里斯托弗·瓦爾茲（Christoph Waltz）         | 《希魔撞正殺人狂》（Inglorious Basterds）              |
| 馬特·達蒙（Matt Damon）                      | 《不敗雄心》（Invictus）                               |
| 伍迪·哈里森（Woody Harrelson）               | 《信使》（The Messenger）                              |
| 克里斯托弗·普盧默（Christopher Plummer）     | 《为爱起程》（The Last Station）                       |
| 史坦利·圖齊（Stanley Tucci）                 | 《屍中罪》（The Lovely Bones）                         |

## 2010年代
| 2010年（第83屆）                           |                                                             |
| 克里斯汀·贝尔（Christian Bale）            | 《燃燒鬥魂》（The Fighter）                                 |
| 約翰·霍克斯（John Hawkes）                 | 《冰封之心》（Winter's Bone）                               |
| 傑瑞米·雷納（Jeremy Renner）               | 《城中大盗》（The Town）                                    |
| 馬克·魯法洛（Mark Ruffalo）                | 《孩子们都很好》（The Kids Are All Right）                  |
| 杰弗里·拉什（Geoffrey Rush）               | 《国王的演讲》（The King's Speech）                         |
|                                            |                                                             |
| 2011年（第84屆）                           |                                                             |
| 克里斯托弗·普卢默（Christopher Plummer）   | 《新手人生》（Beginners）                                   |
| 肯尼斯·布萊納（Kenneth Branagh）           | 《夢露與我的浪漫週記》（My Week with Marilyn）              |
| 喬納·希爾（Jonah Hill）                    | 《魔球》（Moneyball）                                       |
| 尼克·諾爾蒂（Nick Nolte）                  | 《勇者無敵》（Warrior）                                     |
| 麥斯·馮西度（Max von Sydow）               | 《心靈鑰匙》（Extremely Loud and Incredibly Close）         |
|                                            |                                                             |
| 2012年 （第85屆）                          |                                                             |
| 克里斯托弗·瓦尔兹 （Christoph Waltz）      | 《被解放的姜戈》(Django Unchained)                          |
| 罗伯特·德尼罗（Robert De Niro）            | 《派特的幸福劇本》(Silver Linings Playbook)                 |
| 亞倫·阿金（Alan Arkin）                    | 《逃离德黑兰》(Argo)                                        |
| 湯米·李·瓊斯（Tommy Lee Jones）            | 《林肯》 (Lincoln)                                          |
| 菲臘·西摩·荷夫曼（Philip Seymour Hoffman） | 《大师》(The Master)                                        |
|                                            |                                                             |
| 2013年 （第86屆）                          |                                                             |
| 傑瑞德·萊托 （Jared Leto）                 | 《藥命俱樂部》(Dallas Buyers Club)                          |
| 巴克哈·阿布迪（Barkhad Abdi）              | 《怒海劫》(Captain Phillips)                                |
| 麥克·法斯賓達（Michael Fassbender）        | 《自由之心》(12 Years a Slave)                              |
| 布萊德利·古柏（Bradley Cooper）            | 《瞞天大佈局》 (American Hustle)                            |
| 喬納·希爾（Jonah Hill）                    | 《華爾街之狼》(The Wolf of Wall Street)                     |
|                                            |                                                             |
| 2014年 （第87屆）                          |                                                             |
| J·K·西蒙斯 （J. K. Simmons）               | 《爆裂鼓手》(Whiplash)                                      |
| 勞勃·杜瓦（Robert Duvall）                 | 《大法官》(The Judge)                                       |
| 伊森·霍克（Ethan Hawk）                    | 《年少時代》(Boyhood)                                       |
| （Edward Norton）                          | 《鳥人》 (Birdman or (The Unexpected Virtue of Ignorance))  |
| 馬克·魯法洛（Mark Ruffalo）                | 《暗黑冠軍路》(Foxcatcher)                                  |
|                                            |                                                             |
| 2015年 （第88屆）                          |                                                             |
| 馬克·勞倫斯 （Mark Rylance）               | 《間諜橋》（Bridge of Spies）                               |
| 克里斯汀·貝爾（Christian Bale）            | 《大賣空》（The Big Short）                                 |
| 湯姆·哈迪（Tom Hardy）                     | 《神鬼獵人》（The Revenant）                                |
| 馬克·魯法洛（Mark Ruffalo）                | 《驚爆焦點》（Spotlight）                                   |
| 席維斯·史特龍（Sylvester Stallone）        | 《金牌拳手》（Creed）                                       |
|                                            |                                                             |
| 2016年 （第89屆）                          |                                                             |
| 馬赫夏拉·阿里 （Mahershala Ali）           | 《月光下的藍色男孩》（Moonlight）                           |
| 傑夫·布里吉（Jeffrey Bridges）             | 《赴湯蹈火》（Hell or High Water）                          |
| 麥可·夏儂（Michael Shannon）               | 《夜行動物》（Nocturnal Animals）                           |
| 戴夫·帕托（Dev Patel）                     | 《漫漫回家路》（Lion）                                      |
| 盧卡斯·海吉斯（Lucas Hedges）              | 《海邊的曼徹斯特》（Manchester by the Sea）                 |
|                                            |                                                             |
| 2017年 （第90屆）                          |                                                             |
| 山姆·洛克威爾（Sam Rockwell）              | 《三块广告牌》（Three Billboards Outside Ebbing, Missouri） |
| 威廉·達佛 （Willem Dafoe）                 | 《歡迎光臨奇幻城堡》（The Florida Project）                 |
| 伍迪·哈里遜（Woody Harrelson）             | 《三块广告牌》（Three Billboards Outside Ebbing, Missouri） |
| 李察·傑金斯（Richard Jenkins）             | 《水底情深》（The Shape of Water）                          |
| 克里斯多夫·柏麥（Christopher Plummer）     | 《金錢世界》（All the Money in the World）                  |
|                                            |                                                             |
| 2018年 （第91屆）                          |                                                             |
| 馬赫夏拉·阿里（Mahershala Ali）            | 《幸福綠皮書》（Green Book）                                |
| 亞當·崔佛（Adam Driver）                   | 《黑色黨徒》（BlacKkKlansman）                              |
| 山姆·埃利奧特（Sam Elliott）               | 《一個巨星的誕生》（A Star Is Born）                        |
| 理查·E·格蘭特（Richard E. Grant）          | 《她的偽造遊戲》（Can You Ever Forgive Me?）                |
| 山姆·洛克威爾（Sam Rockwell）              | 《為副不仁》（Vice）                                        |
|                                            |                                                             |
| 2019年 （第92屆）                          |                                                             |
| 布萊德·彼特（Brad Pitt）                   | 《從前，有個好萊塢》（Once Upon a Time in Hollywood）       |
| 湯姆·漢克斯（Tom Hanks）                   | 《知音時間》（A Beautiful Day in the Neighborhood）         |
| 艾爾·帕西諾（Al Pacino）                   | 《愛爾蘭人》（The Irishman）                                |
| 喬·派西（Joe Pesci）                       | 《愛爾蘭人》（The Irishman）                                |
| 安東尼·霍普金斯（Anthony Hopkins）         | 《教宗的承繼》（The Two Popes）                             |

## 2020年代
| 2020/21年（第93屆）                                        |                                                          |
| 丹尼尔·卡卢亚（Daniel Kaluuya）                            | 《猶大與黑色彌賽亞》（Judas and the Black Messiah）      |
| 沙查·巴隆·科恩（Sacha Baron Cohen）                        | 《芝加哥七人案：驚世審判》（The Trial of the Chicago 7） |
| 小莱斯利·奥多姆（Leslie Odom Jr.）                         | 《迈阿密的一夜》（One Night in Miami...）                |
| 保罗·拉西（Paul Raci）                                     | 《金属之声》（Sound of Metal）                           |
| 凱斯·史坦費爾德（Lakeith Stanfield）                       | 《猶大與黑色彌賽亞》（Judas and the Black Messiah）      |
|                                                            |                                                          |
| 2021年 （第94屆）                                          |                                                          |
| 特洛伊·科特苏尔（Troy Kotsur）                             | 《健听女孩》（CODA）                                     |
| 希朗·漢德（Ciarán Hinds）                                  | 《贝尔法斯特》（Belfast）                                |
| 杰西·普莱蒙（Jesse Plemons）                               | 《犬山記》（The Power of the Dog）                       |
| J·K·西蒙斯（J.K. Simmons）                                 | 《里卡多一家》（Being the Ricardos）                     |
| 寇帝·史密-麥菲（Kodi Smit-McPhee）                         | 《犬山記》（The Power of the Dog）                       |
|                                                            |                                                          |
| 2022年 （第95屆）                                          |                                                          |
| 關繼威（Ke Huy Quan）                                      | 《媽的多重宇宙》（Everything Everywhere All at Once）    |
| 布蘭頓·葛利森（Brendan Gleeson）                           | 《伊尼舍林的女妖》（The Banshees of Inisherin）          |
| 布萊恩·泰瑞·亨利（Brian Tyree Henry）                      | 《桥之彼端》（Causeway）                                 |
| 裘德·赫希（Judd Hirsch）                                   | 《法貝爾曼》（The Fabelamans）                           |
| 貝瑞·柯根（Barry Keoghan）                                 | 《伊尼舍林的女妖》（The Banshees of Inisherin）          |
|                                                            |                                                          |
| 2023年 （第96屆）                                          |                                                          |
| 小勞勃·道尼（Robert Downey Jr.）                           | 《奧本海默》（Oppenheimer ）                             |
| 斯特林·K·布朗（Sterling K. Brown）                         | 《美国小说》（American Fiction）                         |
| 罗伯特·德尼罗（Robert De Niro）                            | 《花月殺手》（Killers of the Flower Moon）               |
| 瑞恩·高斯林（Ryan Gosling）                                | 《Barbie芭比》（Barbie）                                 |
| 马克·鲁法洛（Mark Ruffalo）                                | 《可憐的東西》（Poor Things）                            |
|                                                            |                                                          |
| 2024年 （第97屆）                                          |                                                          |
| 基蘭·克金（Kieran Culkin）                                 | 《跳痛之旅》（A Real Pain）                              |
| 尤里·亞歷山德羅维奇·鮑里索夫（Yuri Alexandrovich Borisov） | 《艾諾拉》（Anora）                                      |
| 爱德华·诺顿（Edward Norton）                               | 《巴布狄倫：搖滾詩人》（A Complete Unknown）             |
| 盖·皮尔斯（Guy Pearce）                                    | 《粗野派》（The Brutalist）                              |
| 傑瑞米·史壯（Jeremy Strong）                               | 《狂人法則》（The Apprentice）                           |

## 多次获奖与提名者
| 获奖次数 | 演员              |
| -------- | ----------------- |
| 3        | 沃尔特·布伦南     |
| 2        | 馬赫夏拉·阿里     |
| 2        | 米高·肯恩         |
| 2        | 茂文·道格拉斯     |
| 2        | 安東尼·奎恩       |
| 2        | 贾森·罗巴兹       |
| 2        | 皮特·乌斯蒂诺夫   |
| 2        | 克里斯托弗·瓦尔兹 |

| 提名次数 | 演员              |
| -------- | ----------------- |
| 4        | 沃尔特·布伦南     |
| 4        | 傑夫·布里吉       |
| 4        | 勞勃·杜瓦         |
| 4        | 亞瑟·甘迺迪       |
| 4        | 杰克·尼科尔森     |
| 4        | 艾尔·帕西诺       |
| 4        | 克勞德·雷恩斯     |
| 3        | 查尔斯·比克福德   |
| 3        | 查尔斯·科本       |
| 3        | 威廉·達佛         |
| 3        | 金·哈克曼         |
| 3        | 艾德·哈里斯       |
| 3        | 菲臘·西摩·荷夫曼  |
| 3        | 湯米·李·瓊斯      |
| 3        | 马丁·兰道         |
| 3        | 積·皮連斯         |
| 3        | 乔·佩西           |
| 3        | 克里斯托弗·普卢默 |
| 3        | 贾森·罗巴兹       |
| 3        | 马克·鲁法洛       |
| 3        | 皮特·乌斯蒂诺夫   |
| 3        | 吉格·扬           |

## 年齡記錄
| 紀錄       | 姓名              | 影片               | 當時年齡 | 參見  |
| ---------- | ----------------- | ------------------ | -------- | ----- |
| 最年長獲獎 | 克里斯托弗·普盧默 | 《新手人生》       | 82       | [ 4 ] |
| 最年長入圍 | 克里斯托弗·普盧默 | 《金錢世界》       | 88       | [ 4 ] |
| 最年輕獲獎 | 提摩西·荷頓       | 《凡夫俗子》       | 20       | [ 4 ] |
| 最年輕入圍 | 賈斯汀·亨利       | 《克拉瑪對克拉瑪》 | 8        | [ 4 ] |

## 脚注
1. ↑  Kinn & Piazza 2014，第39頁
2. ↑  Kinn & Piazza 2014，第67頁
3. ↑   (PDF). Academy of Motion Picture Arts and Sciences (AMPAS). : 8-7  [August 30, 2013]. （原始内容 (PDF)存档于October 21, 2014）.
4. 1 2 3 4  . Academy of Motion Picture Arts and Sciences (AMPAS).   [May 17, 2015]. （原始内容存档于March 1, 2009）.